# El fill de la Pantera Rosa
El fill de la Pantera Rosa (títol original: Son of the Pink Panther) és una pel·lícula estatunidenca de 1993, dirigida per Blake Edwards, que es retiraria com a cineasta després d'aquesta producció. Ha estat doblada al català.

## Argument
La princesa Yasmin de Lugash (Debrah Farentino) és segrestada en aigües territorials franceses per obligar el seu pare a abdicar i deixar en el seu lloc a l'amant de la seva madrastra en el poder. L'atac va ser realitzat per un general militar d'un regne veí amb vincles terroristes que desitja reclamar el tron.
El comissari Dreyfuss (Herbert Lom) assigna el cas a un oficial jove anomenat Jacques Gambrelli (Roberto Benigni). Dreyfuss se sent contrariat quan comença a notar coses en el novençà que li recorden al conegut inspector Jacques Clouseau.
Mentre investiga la seva desaparició en el sud de França, Gambrelli té un accident automobilístic amb els segrestadors, i quan obre el maleter de la furgoneta que condueixen i sense saber-ho, troba a la princesa que ell creu que és la germana del conductor en el camí a l'hospital.
Durant la recerca, Dreyfus s'assabenta que Gambrelli és de fet el fill il·legítim del difunt inspector Jacques Clouseau (encara que anteriorment mai s'havia esmentat en una altra pel·lícula), quan porten als ferits (per Gambrelli).
Dreyfus finalment envia al maldestre policia a rescatar a la princesa i demostrar que és el veritable hereu del seu pare.

## Repartiment
- Roberto Benigni: el gendarme Jacques Gambrelli
- Herbert Lom: el comissari de policia Charles Dreyfus
- Claudia Cardinale: Maria Gambrelli
- Shabana Azmi: la reina
- Debrah Farentino: la princesa Yasmin
- Jennifer Edwards: Yussa
- Robert Davi: Hans Zarba
- Mark Schneider: Arnon
- Mike Starr: Hanif
- Kenny Spalding: Garth
- Anton Rodgers: el cap de la policia Charles Lazar
- Burt Kwouk: Kato Fong
- Graham Stark: el professor Auguste Balls
- Oliver Cotton: King Haroak
- Aharon Ipalé: el general Jaffar
- Natasha Pavlovich: Rima
- Henry Goodman: André
- Dermot Crowley: el sergent Francois Duval
- Herb Tanney: Jean Claude
- Liz Smith: Marta Balls
- Joe James: Metge
- Jon Paul Morgan: el coronel Al-Dura
- Badi Uzzaman: Wasim
- Mozaffar Shafeie: Omar
- Arnold Yarrow: l'oncle Idris
- Jacinta Mulcahy: Louise Chauvin
- Bill Wallis: el president
- John Francis: el capità del iot
- Elizabeth Banks: la infermera
- Nicoletta Braschi: Jacqueline Gambrelli
- Henry Mancini: ell mateix
- Bobby McFerrin: ell mateix

## Al voltant de la pel·lícula
- Als Estats Units, el nom del director antecedia al títol de la pel·lícula: Blake Edwards' son of pink panter.
- Aquesta va ser la primera pel·lícula de la sèrie de la Pantera Rosa en una dècada,[3] després de dos intents fallits de continuar-la després de la mort de Peter Sellers. No obstant això, el protagonista Roberto Benigni no va tenir una actuació encertada i va estar nominat als Razzie com la pitjor nova estrella.
- Considerat com un rellançament de la sèrie, el pla era que Benigni -un popular comediant italià que encara no s'havia descobert als Estats Units- la continués on l'havia deixat Sellers. No obstant això, El fill de la Pantera Rosa no va poder generar l'èxit comercial i el suport dels crítics, amb el que es va demostrar una vegada més que l'absència de Sellers era bastant notòria.
- Benigni no va ser la primera opció d'Edwards per al paper. Prèviament es va pensar en estrelles tan reconegudes com Kevin Kline, Rowan Atkinson, Gérard Depardieu i Tim Curry.[3] Després de la seva actuació en aquesta pel·lícula, Benigni va tornar al baix perfil en què es trobava.
- Henri Mancini, apareix com ell mateix, en un cameo en aquesta pel·lícula.[3]
- El guió l'escriuen Edwards, Madeleine i Steven Sunshine, basant-se en una història original d'Edwards i en la bíblia (personatges) de la sèrie d'Edwards i Maurice Richlin.
- En el repartiment apareix Jennifer Edwards, la filla del director.
- Claudia Cardinale repeteix el paper que va fer en la primera Pantera rosa.[3]